# Liniers (Vienne)
Pour les articles homonymes, voir Liniers.
Liniers est une commune du Centre-Ouest de la France, située dans le département de la Vienne en région Nouvelle-Aquitaine.
Ses habitants sont appelés les Linarois.

## Géographie

### Géologie et relief
L'altitude maximale s'élève à 131 m, le point bas est à 97 m.

### Climat
Pour des articles plus généraux, voir Climat de la Nouvelle-Aquitaine et Climat de la Vienne.
Historiquement, la commune est exposée à un climat océanique du nord-ouest.  
En 2020, Météo-France publie une typologie des climats de la France métropolitaine dans laquelle la commune est exposée à un climat océanique altéré et est dans la région climatique  Poitou-Charentes, caractérisée par un bon ensoleillement, particulièrement en été et des vents modérés.
Pour la période 1971-2000, la température annuelle moyenne est de 11,7 °C, avec une amplitude thermique annuelle de 14,8 °C. Le cumul annuel moyen de précipitations est de 729 mm, avec 11 jours de précipitations en janvier et 6,7 jours en juillet. Pour la période 1991-2020, la température moyenne annuelle observée sur la station météorologique la plus proche, située sur la commune de Biard à 18 km à vol d'oiseau, est de 12,2 °C et le cumul annuel moyen de précipitations est de 695,3 mm,. Pour l'avenir, les paramètres climatiques de la commune estimés pour 2050 selon différents scénarios d'émission de gaz à effet de serre sont consultables sur un site dédié publié par Météo-France en novembre 2022.

### Communes limitrophes
| Montamisé | La Chapelle-Moulière |        |
| Bignoux   | Liniers              | Bonnes |
|           | Lavoux               |        |

### Voies de communication et transports
La commune de Liniers se situe au carrefour de deux routes départementales, la D 1 (axe Saint-Julien-l'Ars-Bonneuil-Matours) et la D 6 (axe Bonnes-Poitiers). La commune est voisine des communes de Bignoux, Lavoux, Bonnes et La Chapelle-Moulière.
Le centre-bourg s'étale le long de la D 1. Les habitants se répartissent dans une bonne vingtaine de hameaux.

## Urbanisme

### Typologie
Au 1er janvier 2024, Liniers est catégorisée commune rurale à habitat dispersé, selon la nouvelle grille communale de densité à sept niveaux définie par l'Insee en 2022.
Elle est située hors unité urbaine. Par ailleurs la commune fait partie de l'aire d'attraction de Poitiers, dont elle est une commune de la couronne,. Cette aire, qui regroupe 97 communes, est catégorisée dans les aires de 200 000 à moins de 700 000 habitants,.

### Occupation des sols
L'occupation des sols de la commune, telle qu'elle ressort de la base de données européenne d’occupation biophysique des sols Corine Land Cover (CLC), est marquée par l'importance des territoires agricoles (77,5 % en 2018), en diminution par rapport à 1990 (80,1 %). La répartition détaillée en 2018 est la suivante : 
terres arables (58,5 %), forêts (19,8 %), zones agricoles hétérogènes (19 %), zones urbanisées (2,7 %). L'évolution de l’occupation des sols de la commune et de ses infrastructures peut être observée sur les différentes représentations cartographiques du territoire : la carte de Cassini (XVIIIe siècle), la carte d'état-major (1820-1866) et les cartes ou photos aériennes de l'IGN pour la période actuelle (1950 à aujourd'hui).

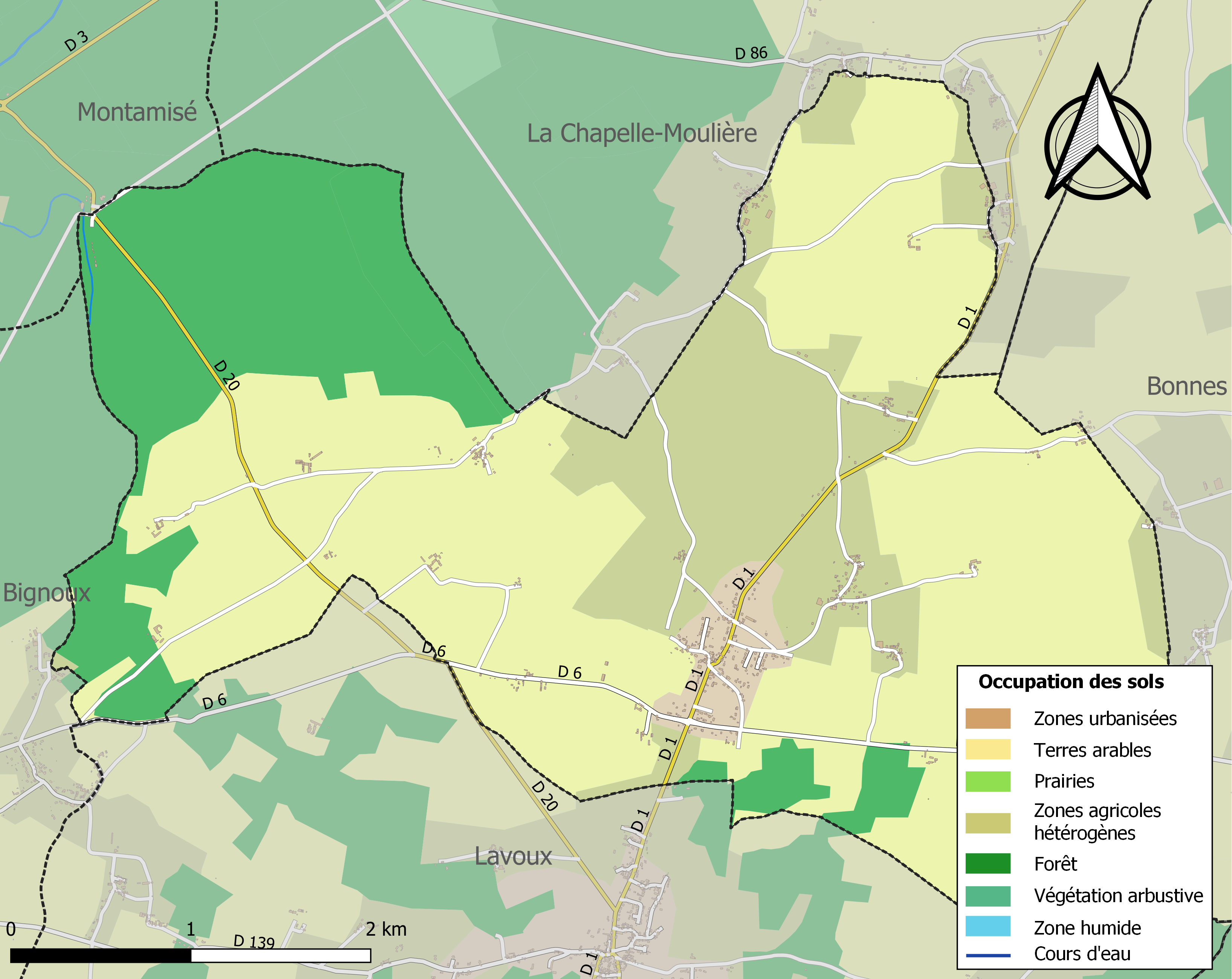
Carte des infrastructures et de l'occupation des sols de la commune en 2018 (CLC).

### Risques majeurs
Le territoire de la commune de Liniers est vulnérable à différents aléas naturels : météorologiques (tempête, orage, neige, grand froid, canicule ou sécheresse), feux de forêts, mouvements de terrains et séisme (sismicité modérée). Il est également exposé à un risque technologique,  le transport de matières dangereuses. Un site publié par le BRGM permet d'évaluer simplement et rapidement les risques d'un bien localisé soit par son adresse soit par le numéro de sa parcelle.

#### Risques naturels
Liniers est exposée au risque de feu de forêt. En 2014, le deuxième plan départemental de protection des forêts contre les incendies (PDPFCI) a été adopté pour la période 2015-2024. Les obligations légales de débroussaillement dans le département sont définies dans un arrêté préfectoral du 29 mai 2015,, celles relatives à l'emploi du feu et au brûlage des déchets verts le sont dans un arrêté permanent du 24 mai 2015,.

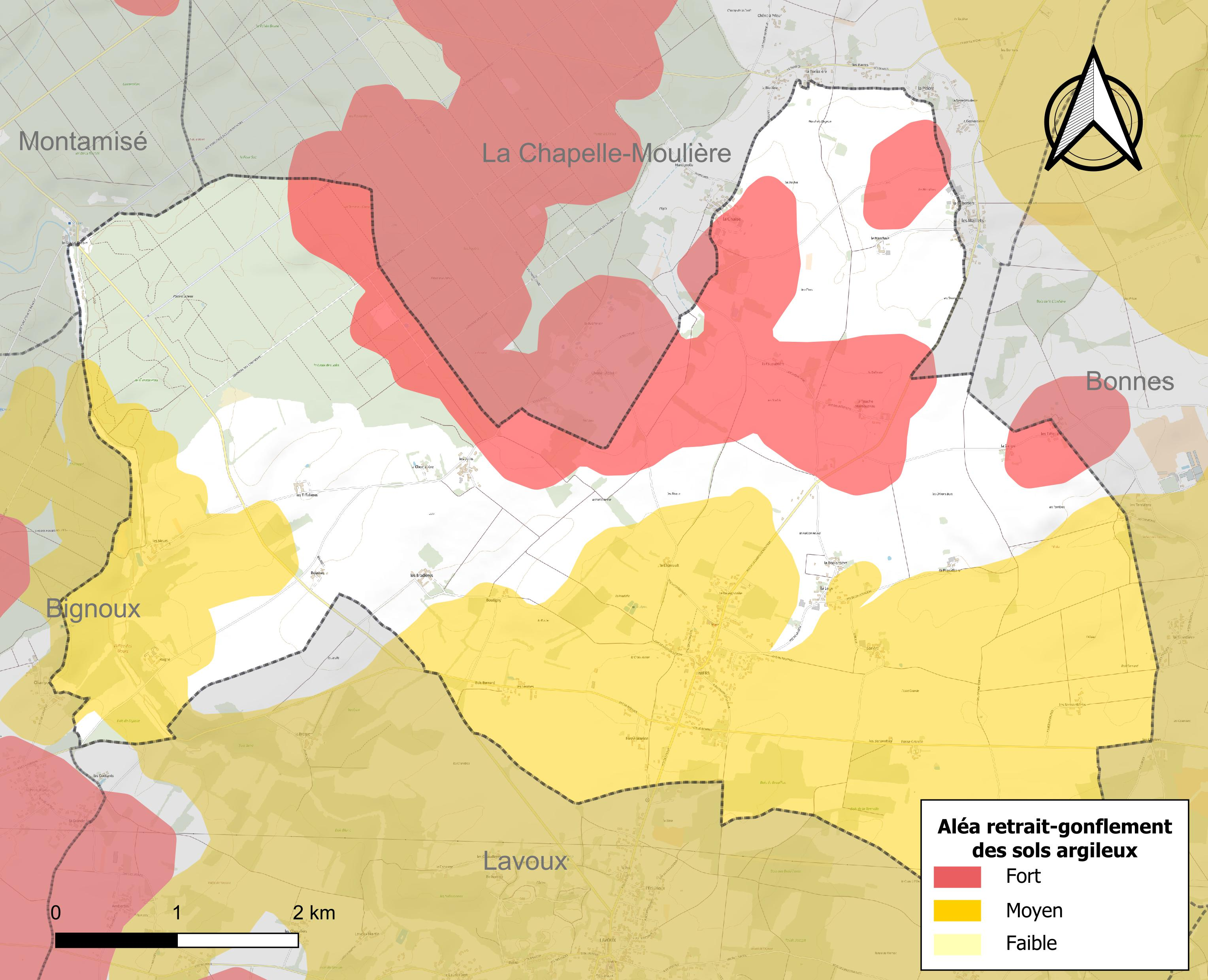
Carte des zones d'aléa retrait-gonflement des sols argileux de Liniers.

Les mouvements de terrains susceptibles de se produire sur la commune sont des affaissements et effondrements liés aux cavités souterraines (hors mines) et des tassements différentiels. Afin de mieux appréhender le risque d’affaissement de terrain, un inventaire national permet de localiser les éventuelles cavités souterraines sur la commune. Le retrait-gonflement des sols argileux est susceptible d'engendrer des dommages importants aux bâtiments en cas d’alternance de périodes de sécheresse et de pluie. 59,6 % de la superficie communale est en aléa moyen ou fort (79,5 % au niveau départemental et 48,5 % au niveau national). Depuis le 1er octobre 2020, en application de la loi ÉLAN, différentes contraintes s'imposent aux vendeurs, maîtres d'ouvrages ou constructeurs de biens situés dans une zone classée en aléa moyen ou fort,.
La commune a été reconnue en état de catastrophe naturelle au titre des dommages causés par les inondations et coulées de boue survenues en 1982, 1983, 1992, 1993, 1999 et 2010, par la sécheresse en 1989, 1991, 1998 et 2017 et par des mouvements de terrain en 1999 et 2010.

## Toponymie
Le nom de la localité est attesté sous la forme Linarius en 923.
L'origine du nom du village est multiple. Il pourrait provenir du latin linarium qui indique une terre où l'on cultive du lin. Le nom pourrait aussi dériver du patronyme gallo-romain Linarius. enfin, il pourrait dériver d'un autre patronyme, d'origine germaine, Lewonhard.
Le lieu-dit les Tiffalières, à l'ouest du village, est la trace de l'installation de Taïfales comme foederati par les Romains à la fin de l'Antiquité.

## Histoire
La présence humaine à Liniers remonte au moins à l'époque gallo-romaine, des traces subsistant au château des Meurs, à la Chevralière, à la Vieille Chaise et au Marchais, villages autrefois alignés sur une importante voie romaine reliant Poitiers à la vallée de la Vienne et à la vallée de la Creuse jusqu'à Yzeures-sur-Creuse.
Les principales agglomérations gallo-romaines étaient établies aux hameaux de la Pigealière, de la Loge et de la Boulardière.
À l'époque carolingienne, Liniers était la principale localité d'un vaste secteur couvrant tout le plateau entre Vienne et Clain et s'appelait alors Linarinsis Vicaria. Au Xe siècle, Liniers était le chef-lieu d'une viguerie, territoire de juridiction du viguier, magistrat. Le nom de Liniers évoque dès son origine la culture du lin.
De 1851 à 1885, la commune accueille la colonie pénitentiaire agricole de la Bradière qui regroupe jusqu'à 150 enfants difficiles, délinquants, vagabonds ou orphelins provenant de la région et de l'assistance publique de Paris,.

## Politique et administration

### Liste des maires
| Période | Période  | Identité                    | Étiquette | Qualité |
| ------- | -------- | --------------------------- | --------- | ------- |
| 1983    | 1995     | Philippe Thomas             | DVD       |         |
| 1995    | 2014     | Brigitte de La Rochelambert | DVD       |         |
| 2014    | En cours | Dominique Brocas            |           |         |

### Instances judiciaires et administratives
La commune relève du tribunal d'instance de Poitiers, du tribunal de grande instance de Poitiers, de la cour d'appel  de Poitiers, du tribunal pour enfants de Poitiers, du conseil de prud'hommes de Poitiers, du tribunal de commerce de Poitiers, du tribunal administratif de Poitiers et de la cour administrative d'appel  de  Bordeaux,  du tribunal des pensions de Poitiers, du tribunal des affaires de la Sécurité sociale de la Vienne, de la cour d’assises de la Vienne.

## Démographie
L'évolution du nombre d'habitants est connue à travers les recensements de la population effectués dans la commune depuis 1793. Pour les communes de moins de 10 000 habitants, une enquête de recensement portant sur toute la population est réalisée tous les cinq ans, les populations de référence des années intermédiaires étant quant à elles estimées par interpolation ou extrapolation. Pour la commune, le premier recensement exhaustif entrant dans le cadre du nouveau dispositif a été réalisé en 2006.

En 2022, la commune comptait 586 habitants, en évolution de +3,53 % par rapport à 2016 (Maine-et-Loire : +2,12 %, France hors Mayotte : +2,11 %).
| 1793 | 1800 | 1806 | 1872 | 1876 | 1881 | 1886 | 1891 | 1896 |
| ---- | ---- | ---- | ---- | ---- | ---- | ---- | ---- | ---- |
| 343  | 321  | 302  | 417  | 483  | 524  | 441  | 426  | 430  |

| 1901 | 1906 | 1911 | 1921 | 1926 | 1931 | 1936 | 1946 | 1954 |
| ---- | ---- | ---- | ---- | ---- | ---- | ---- | ---- | ---- |
| 428  | 410  | 403  | 399  | 374  | 363  | 344  | 340  | 358  |

| 1962 | 1968 | 1975 | 1982 | 1990 | 1999 | 2006 | 2011 | 2016 |
| ---- | ---- | ---- | ---- | ---- | ---- | ---- | ---- | ---- |
| 321  | 306  | 324  | 414  | 472  | 486  | 504  | 545  | 566  |

| 2021 | 2022 | - | - | - | - | - | - | - |
| ---- | ---- | - | - | - | - | - | - | - |
| 582  | 586  | - | - | - | - | - | - | - |

En 2008, selon l’Insee, la densité de population de la commune était de 31 hab./km2 contre 61 hab./km2 pour le département, 68 hab./km2 pour la région Poitou-Charentes et 115 hab./km2 pour la France.

## Économie

### Agriculture
Selon la direction régionale de l'Alimentation, de l'Agriculture et de la Forêt de Poitou-Charentes, il n'y a plus que 9 exploitations agricoles en 2010 contre 11 en 2000.
Les surfaces agricoles utilisées ont diminué et sont passées de 664 hectares en 2000 à 520 hectares  en 2010. 60 % sont destinées à la culture des céréales (blé tendre essentiellement et orge), 28 % pour les oléagineux (tournesol) et 3 % pour le fourrage.
L'élevage de bovins, de moutons et de volailles a disparu au cours de cette décennie. Pour les moutons, cette évolution est conforme à la tendance globale du département de la Vienne. En effet, le troupeau d’ovins, exclusivement destiné à la production de viande, a diminué de 43,7 % de 1990 à 2007.

## Culture locale et patrimoine

### Lieux et monuments

#### Notre-Dame-de-Liniers
Petite église romane placée sous le patronage de Notre-Dame, dont la nef remonte au XIe siècle et les chapelles latérales au XIXe siècle. Elle est inscrite à l'Inventaire général du patrimoine culturel. L'église, menaçant de s'écrouler en 1996, a été sauvée par d'importants travaux de restauration en 1997-1998 avec l'aide de la Région, du Conseil général de la Vienne, de l'association Patrimoine Linarois et d'une souscription.
Des vitraux contemporains en dalle de verre ont été créés par le maître verrier Michel Guével en 1999 et 2006. Le modelage à chaud de blocs de verre qui ont leur dynamique propre, et leur assemblage avec une résine utilisée dans l'industrie aéronautique, donnent une lumière caractérisée par la douceur des teintes : rose, orangé ou bleu qui inonde l'intérieur de la petite église.
La construction du corps central du bâtiment actuel est du XIe siècle (le vaisseau unique ainsi que le clocher-porche). Des  travaux furent effectués en 1668 par le curé Pierre Tribouillard, comme en témoignent les inscriptions de la travée du clocher. Au XIXe siècle, deux chapelles latérales et une sacristie sont construites.
Un des deux chapiteaux du portail occidental représente deux colombes buvant à un calice. Elles représentent  les âmes qui boivent à la source de la mémoire. C'est un emprunt de l'Église à l'iconographie traditionnelle romaine. Pour le chrétien, cette image est le symbole de l'Eucharistie : "Vous puiserez l'eau avec joie aux sources du salut" (Isaïe,12-3). Elle est courante dans les églises romanes du département de la Vienne. On la retrouve à l'église Saint-Pierre de Chauvigny, au prieuré de Villesalem, à l'église de Bonneuil-Matours, à l'église de Civaux, à l'église Notre-Dame de Lencloître.
Travaux récents : 
- juin 1996, l’édifice est fermé par arrêté du maire en raison de la dangerosité : la charpente risque de s’effondrer. Le conseil municipal décide de sauver l’édifice ;
- 1996-1997 : travaux de rénovation : charpente et couverture neuves, enduits extérieurs et intérieurs, éclairage intérieur ;
- 14 février 1998 : inauguration par René Monory, alors président du Sénat et président du conseil général de la Vienne et par Jean-Pierre Raffarin, sénateur et président du conseil régional de Poitou-Charentes, en présence de Alain Claeys, député et d'Éric Duboc, ancien député ;
- 27 novembre 1999 : bénédiction épiscopale par monseigneur Albert Rouet, évêque de Poitiers.

#### Motte des Jollis
Les vestiges de la motte sont situés au lieu-dit les Jollis. Elle est mentionnée dans l'ancien cadastre de 1820 sous le nom de « Motte de la Forge » et est appelée localement « La Motte de Terre ».
En 1957, la motte a été arasée afin de faciliter les labours Elle mesure 30 mètres de diamètre et 4 mètres de hauteur résiduel. Elle ne présente ni basse-cour, ni de fossés, ni d'enceinte. Sur le site ont été retrouvés un gisement archéologique et une fosse qui contenait des fragments de poteries médiévales. Un souterrain, à environ 2,50 mètres sous le sol, s'étendait sur toute la longueur de la motte selon un axe nord-sud.

### Patrimoine naturel
La forêt de Moulière. D'une superficie de 5 000 ha, elle est située au nord-est de Poitiers et couvre neuf communes : Bignoux, Bonneuil-Matours, La Chapelle-Moulière, Dissay, Montamisé, Saint-Cyr, Saint-Georges-lès-Baillargeaux et Vouneuil-sur-Vienne.
La forêt de Moulière occupe 14 % du territoire de la commune. De très nombreux chemins permettent des promenades ou des randonnées.